# Tshel Gungthang
Das Kloster Tshel Gungthang (tib. tshal gung thang) im Gebiet von Lhasa in Tibet, ca. 10 km östlich der Innenstadt von Lhasa, ist ein 1187 errichtetes buddhistisches Kloster, das ursprünglich zur Kagyü-Schule gehörte und später der Gelug-Schule angegliedert wurde. Der Tempel wurde von Lama Shang (bla ma zhang; 1123–1194), dem Gründer der Tshelpa-Kagyü-Schule, gegründet.
Es war der Sitz der Tshel (tshal)-Familie bzw. der Tshelpa-Herrscher oder Gouverneure der tibetischen Zehntausendschaft Tshel Gungthang. Er befand sich in der Nähe des Tshelpa-Klosters in der historischen Provinz Ü im Westen von Lhasa. Mitte des 14. Jahrhunderts wurde hier die Kanjur-Sammlung des tibetischen buddhistischen Kanons einer Revision unterzogen, wofür der Fürst der zentraltibetischen Region, Tshelpa Künga Dorje (1309–1364), Geld bereitstellte.

## Zitat
„Die Kanjur genannte Sammlung der autoritativen Worte des Buddha wurde von 1347 bis 1351 im Kloster Tshel Gungthang in Ü einer gründlichen Revision unterzogen. Hierfür stellte der Tripön von Tshel, Tshelpa Künga Dorje (1309–1364), Geld zur Verfügung. Eine weitere, von der Tshelpa-Version abweichende Edition wurde in Zhalu in Tsang erstellt.“

## Äbte
deutsche Bezeichnung / Umschrift nach Wylie (Lebensdaten) / Abt von … bis
- 1. Lama Shang (bla ma zhang)
- 2. Shakya Yeshe (shakya ye shes, 1147–1207), 1194–1207
- 3. Changye (byang yes), 1208–1210
- 4. Lhachug Kharwa Nyida Ö (lha phyug mkhar ba nyi zla 'od, 1135–1215),  1210–1214
- 5. Sanggye Bum (sangs rgyas 'bum), 1214–1231
- 6. Sanggye Nyingpo (sangs rgyas snying po, gest. 1237), 1231–1237
- 7. Rinpoche Sanggye Shönnu (rin po che sangs rgyas gzhon nu, gest. 1260)  1238–1242
- 8. Serkhang Tengpa Künga Gyeltshen (gser khang steng pa kun dga' rgyal mtshan, 1223–1292), 1261–1292
- 9. Sang Rinpa (sangs rin pa, 1247–1301), 1293–1302
- 10. Shakya Bumpa (shakya ’bum pa, 1265–1310), 1302–1310
- 11. Changchub Pel Sangpo (byang chub dpal bzang po, 1281–1356),  1310–1356
- 12. Chennga Dragpa Shenyenpa (spyan snga grags pa bshes gnyen pa, 1322–1381) 1357–1381.